# Louis-Jacques Bégin
Louis-Jacques Bégin né à Liège le 2 novembre 1793 et mort à Locronan en Bretagne le 13 avril 1859 est un chirurgien militaire français, d'origine belge.

## Biographie
Louis-Jacques Bégin naît à Liège au moment de la révolution liégeoise. Il est le fils de Jacques Bégin et de Marie Christine Maisse.
Il commence ses études à l'hôpital militaire d'instruction de Metz, et entra au service en qualité de chirurgien sous-aide, le 6 mars 1812. Après avoir fait la campagne de Russie, la campagne d'Allemagne et la campagne de France, Bégin se voua à l'enseignement médical en 1815, fut nommé à l'hôpital de Strasbourg (1816-1817), puis au Val-de-Grâce (1817-1819), où il rendit de sérieux services.
Le 27 mai 1820, il a épousé à Paris, Eugénie Fournier-Pescay, fille du chirurgien français d'origine haïtienne François Fournier de Pescay (1771-1833).
Docteur en médecine le 25 février 1823, chirurgien-major en 1832, chirurgien principal en 1836, il occupa successivement les chaires de clinique chirurgicale et de médecine opératoire à la faculté de médecine de Strasbourg. Son enseignement était tellement goûté des élèves, qu'à son départ pour Paris, ils lui offrirent une médaille d'or, et que le titre de professeur honoraire lui fut conservé.
Dans la période de 1835 à 1850, Bégin traita tour à tour de l'hygiène militaire, des plaies par armes de guerre, des applications de la thérapeutique médicale au service des armées. Ses leçons étaient toujours faites à un point de vue très pratique, et uniquement dans l'intérêt du soldat. Plusieurs sociétés savantes, l'Académie de médecine de Paris (président en 1847), l'Académie royale de Belgique, l'admirent dans leur sein.
En 1844, Bégin fut appelé au Conseil d'hygiène et de salubrité publique de la ville de Paris, et, en 1850, le conseil lui décerna la présidence. On lui doit, à ce dernier titre, l'établissement des communications entre les cellules de la prison Mazas et l'air extérieur. Chirurgien consultant de l'empereur Napoléon III, il travailla aussi très activement à une statistique médicale de Paris, et proposa diverses modifications hygiéniques dans l'industrie des vidanges.
En 1858, une voix lui manqua pour entrer à l'Académie des sciences. Cet échec fut fatal à sa santé. Il abandonna dès lors toute étude. Il se retira au manoir de Gorréquer à Locronan et le 13 avril 1859, il succombait à une attaque d'apoplexie.

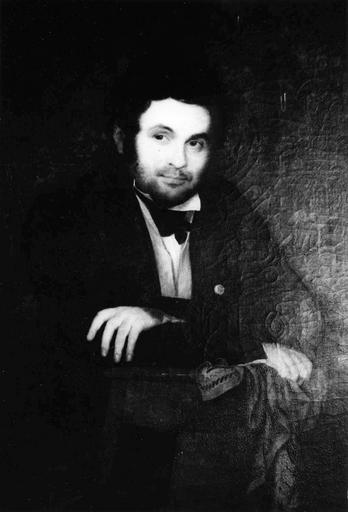
Augustine Cochet de Saint-Omer, Portrait du docteur Louis Jacques Bégin, 1832, Paris, musée du Service de santé des armées.
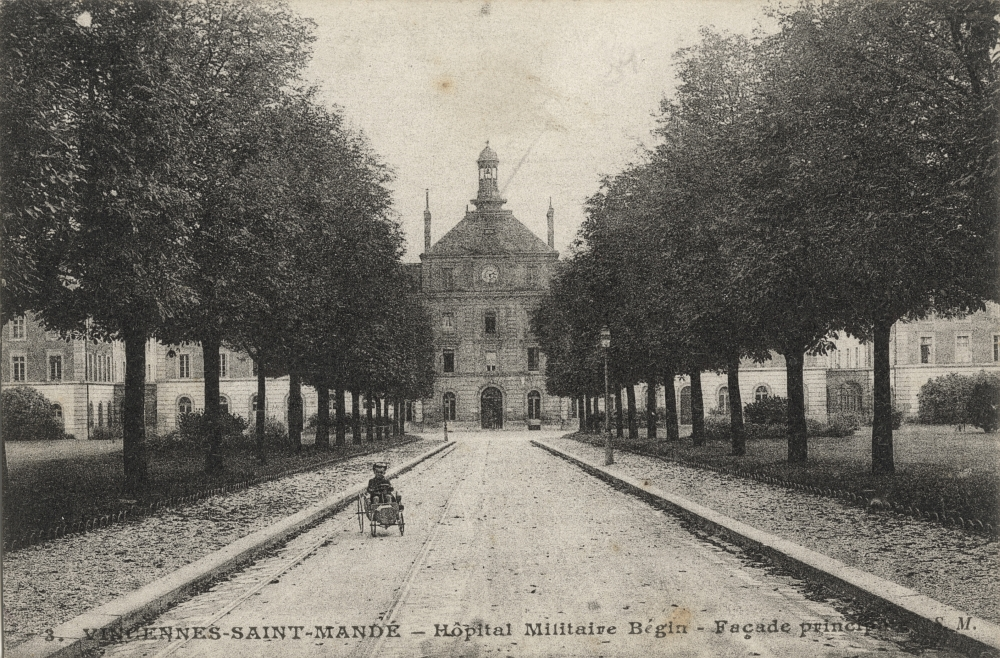
Façade principale de l'hôpital d'instruction des armées Bégin à Saint-Mandé au début du XXe siècle.

## Œuvres et publications
Parmi ses travaux les plus importants, nous citerons son traité de Physiologie pathologique ; son traité de Thérapeutique ; une édition des Maladies des yeux d'Antonio Scarpa, en 1820 ; une réédition de la Médecine opératoire de Raphaël Bienvenu Sabatier ; enfin ses Éléments de pathologie chirurgicale et de médecine opératoire (Paris, 1824), et ses Études sur le service de santé militaire (1849). Il est le principal collaborateur du Dictionnaire des termes de médecine, chirurgie, art vétérinaire, pharmacie, histoire naturelle, botanique, physique, chimie, etc., lire en ligne sur Gallica.
C'est également à Bégin qu'on doit l'organisation de l'arsenal chirurgical de l'armée, qui a servi de modèle ailleurs en Europe. On loue chez lui une activité extraordinaire et une habileté rare, jointes à un tact chirurgical profond.

## Titres, distinctions et hommages
- Président du Conseil d'hygiène et de salubrité publique de la Ville de Paris (1844).
- Académie royale de Belgique.
- Académie nationale de médecine : membre adjoint résidant du 3 juin 1823 au 13 avril 1859, président pour 1847[3].
- Commandeur de la Légion d'honneur[4] (1851).

L'hôpital d'instruction des armées Bégin à Saint-Mandé porte son nom en hommage.